# Cesta I. triedy 20
Die Cesta I. triedy 20 (slowakisch für ‚Straße 1. Ordnung 20‘), kurz I/20, ist eine Straße 1. Ordnung in der Slowakei. Sie verläuft im Osten des Landes mit dem Anfang östlich des Stadtzentrums von Košice an der Anschlussstelle mit der I/16 und I/19, bis Budimír ist sie als vierspurige, zum Teil autobahnähnliche Straße ausgebaut und bildet dort einen Teil der inneren Ortsumgehung und den Stadtzubringer vom Norden her. Ab Budimír verläuft sie parallel zur Autobahn D1 durch das Torysatal, via Lemešany nach Prešov und endet bei Ľubotice an der I/18.
Die Straße entstand am 1. August 2015 durch Ausgliederung aus der I/68 und verlief ursprünglich zwischen Budimír und Prešov. Seither wurde die Straße zweimal verlängert: zum 1. September 2015 erhielt sie eine neue Führung durch Ľubotice anstelle des bisherigen Verlaufs durch Prešov und tauschte die Trasse mit der Straße 3. Ordnung 3450, zum 21. November 2019 kam der Verlauf zwischen Košice und Budimír hinzu, als die nicht ausgeschilderte Straße PR3 aufgelöst wurde.